# Liste der Medienprodukte von RTL
Die Liste der Medienprodukte von RTL enthält eine Übersicht aller wesentlichen Fernseh- und Radiosender sowie Inhaltegeschäfte sowie Sendeanlagen der RTL Group. Das Unternehmen betreibt nach eigenen Angaben unter anderem 68 Fernsehsender und 31 Radiostationen in Deutschland, Frankreich und weiteren europäischen Staaten. Die Kommission zur Ermittlung der Konzentration im Medienbereich (KEK) führt für die RTL Group, RTL Deutschland sowie RTL Television eine vollständige Liste aller Angebote auf.

## Beteiligungen
Das Luxemburger Aktienunternehmen (S.A.) ist an folgenden Unternehmen beteiligt:
- CLT-UFA Holding S.A. (100 %); hierüber beteiligt an:
  - RTL Group Verwaltungs und Holding GmbH (100 %)
- CLT-UFA S.A. (99,72 %); hierüber Beteiligungen an:
  - RTL Group Germany S.A. (99,72 *)
  - RTL Disney Fernsehen GmbH & Co. KG (49,86 %*)
  - Radio Hamburg GmbH & Co. KG (29,12 %*)
  - RTL2 Fernsehen GmbH & Co. KG (27,22 %*)
- AVE II Vermögensverwaltungsgesellschaft mbH & Co. KG (99,7 %); hierüber beteiligt an:
  - Antenne Thüringen GmbH & Co. KG (14,96 %*)
- Funkhaus Halle GmbH & Co. KG (61,2 %)
- BCS Broadcast Sachsen GmbH & Co. KG (47,2 %); hierüber beteiligt an:
  - Sächsisches Gemeinschaftsprogramm GmbH & Co. KG (18,88 %*)
- Mediengesellschaft Mittelstand Niedersachsen GmbH (23 %); hierüber beteiligt an:
  - Antenne Niedersachsen GmbH & Co. KG (1,61 %*)

* = Anteil bezogen auf die RTL Group S.A., gerundet
Alle zur RTL Group gehörenden Unternehmen betreiben zahlreiche Medienunternehmen, darunter die folgende Liste als Auswahl:

## Fernsehen

### RTL Deutschland

Logo von RTL Deutschland

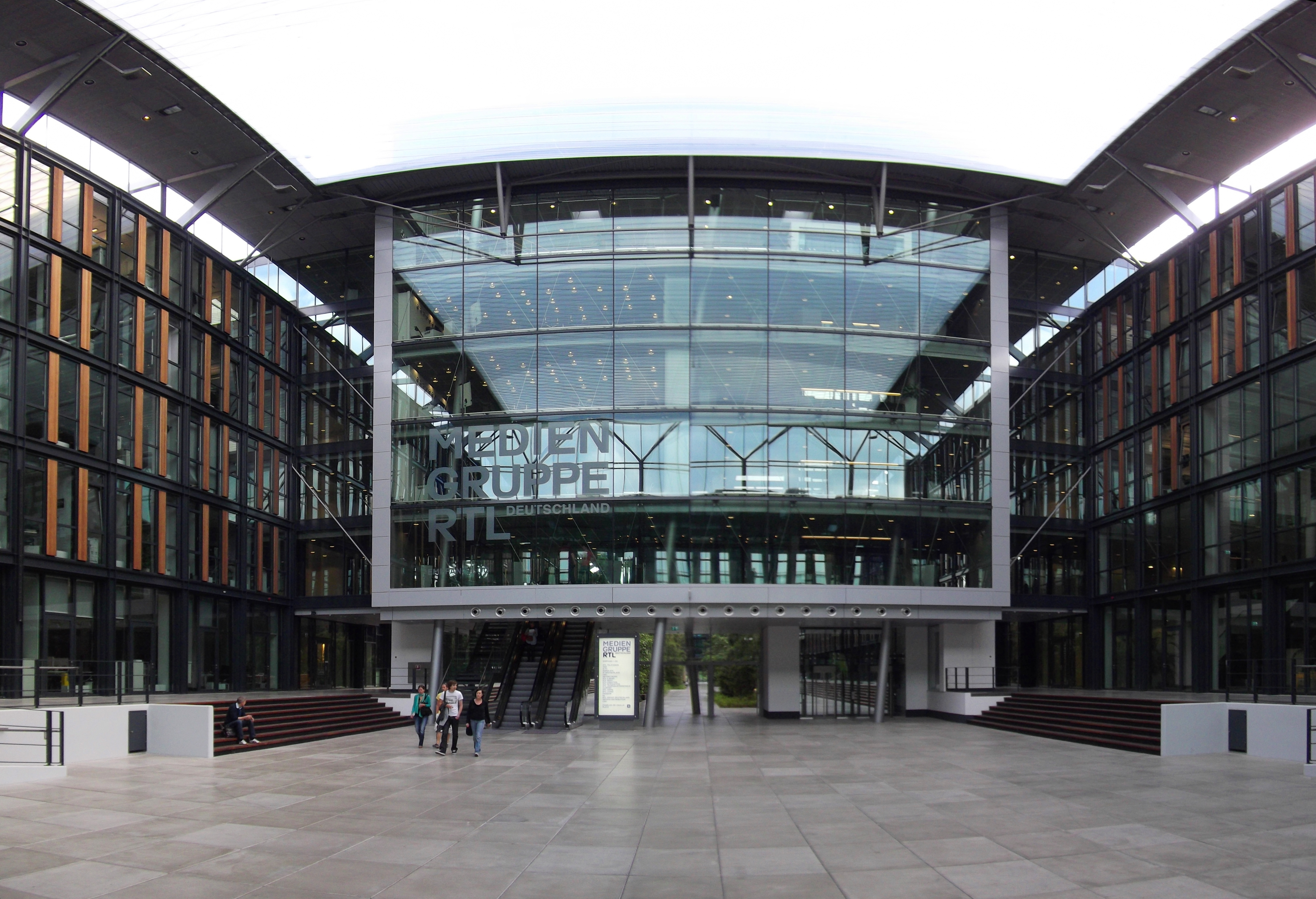
Digitales Sendezentrum von RTL Deutschland in den Kölner Rheinhallen

- RTL Television (Köln, 99,7 %) mit den Tochtergesellschaften
  - Regionalfenster von RTL Television
    - RTL Hessen (Frankfurt am Main, 60 %, weitere 30 % Hit Radio FFH sowie 10 % Frankfurter Allgemeine Zeitung)[4]
    - RTL Nord (Hamburg, 100 %)[5]
    - RTL West (Köln, 75 %, weitere 25 % hält Jörg Zajonc)[6]

  - Geo Television (Pay-TV, Köln, 100 %)
  - RTL Crime (Pay-TV, Köln, 100 %)
  - RTL Living (Pay-TV, Köln, 100 %)
  - RTL Passion (Pay-TV, Köln, 100 %)
- VOX (Köln, 99,7 %; Bertelsmann hält über die Beteiligung von Gruner + Jahr an der dctp weitere geringfügige Anteile)
  - VOXup (Köln)
- n-tv (Köln, 100 %)
- Nitro (Köln, 100 %)
- RTLup (Köln, 100 %)
- Toggo plus (Köln)
- RTL Zwei (Grünwald bei München, 35,9 %, mit Bauer, Tele München Gruppe, The Walt Disney Company, Burda)
- Super RTL (Köln)
- RTL interactive (Neue Medien/Diversifikation, Köln, 100 %)
- IP Deutschland (Vermarktung, Köln, 100 %)
- RTL Technology (ehemals Cologne Broadcasting Center)[7] (Produktion, Technik, IT, Köln)
- 99pro media GmbH[8]
- El Cartel Media, Vermarkter von RTL Zwei.

#### Verbreitung in Deutschland
RTL Deutschland plante den DVB-T-Ausstieg bis Anfang 2014. Laut den Informationen wurde beispielsweise im Großraum München das DVB-T-Angebot der angeschlossenen Sender im August 2013 beendet und auf Grund befristeter Verträge wäre die DVB-T-Ausstrahlung praktisch bis 2014 bundesweit eingestellt worden. Der Geschäftsführer von RTL Interactive begründete den Schritt unter anderem mit fehlender Planungssicherheit, da die digitalen Frequenzen insbesondere bei den Telekommunikationskonzernen sehr begehrt sind und das Bundeswirtschaftsministerium den Sendern die Nutzung der Frequenzen nicht langfristig zusichern will.
Mittlerweile wurden die Ausstiegspläne jedoch revidiert. Zum 29. März 2017 wurde die Verbreitung über DVB-T eingestellt und sendet seitdem über DVB-T2HD.

### Frankreich
- M6 (Neuilly-sur-Seine, 48,8 %)
- W9 (Neuilly-sur-Seine, 48,8 %)
- Gulli (Neuilly-sur-Seine, 48,8 %)
- 6ter (Neuilly-sur-Seine, 48,8 %)
- Paris Première (Neuilly-sur-Seine, 48,8 %)
- Téva (Neuilly-sur-Seine, 48,8 %)
- Canal J (Neuilly-sur-Seine, 48,8 %)
- TiJi (Neuilly-sur-Seine, 48,8 %)
- MCM (Neuilly-sur-Seine, 48,8 %)
- M6 Music (Neuilly-sur-Seine, 48,8 %)
- MCM Top (Neuilly-sur-Seine, 48,8 %)
- RFM TV (Neuilly-sur-Seine, 48,8 %)
- La Chaîne du père Noël (Neuilly-sur-Seine, 48,8 %)
- Série Club (Neuilly-sur-Seine, 24,4 %)

### Niederlande
- RTL 4 (Hilversum, 100 %, luxemburgische Lizenz)
- RTL 5 (Hilversum, 100 %, luxemburgische Lizenz)
- RTL 7 (Hilversum, 100 %, luxemburgische Lizenz)
- RTL 8 (Hilversum, 100 %, luxemburgische Lizenz)
- RTL Z (Hilversum, 100 %, luxemburgische Lizenz)
- RTL Lounge (luxemburgische Lizenz)
- RTL Crime (Niederlande) (luxemburgische Lizenz)
- RTL Telekids (luxemburgische Lizenz)

### Luxemburg
- RTL Télé Lëtzebuerg (Luxemburg, 100 %)
- RTL Zwee (Luxemburg, 100 %)

### Spanien
- Antena 3 (Madrid, 19,0 %)
- Neox (Madrid, 19,0 %)
- Nova (Madrid, 19,0 %)
- Nitro (Madrid, 19,0 %)
- laSexta (Madrid, 19,0 %)
- Xplora (Madrid, 19,0 %)
- laSexta3 (Madrid, 19,0 %)

### Ungarn
- RTL Klub (Budapest, 80 %)
- RTL II (Budapest, 100 %)
- RTL+ (Budapest, 100 %)
- RTL Spike, zusammen mit Paramount Global
- Cool (Budapest, 100 %)
- Film+ (Budapest, 100 %)
- Sorozat+ (Budapest, 100 %)
- Muzsika TV (Budapest, 100 %)

### Russland
- Klub 100 (vier Pay-TV-Kanäle, 50 %)

## Radio
- RTL – Deutschlands Hit-Radio (Deutschland & Luxemburg)
- The Wave (Berlin)
- 104.6 RTL (Berlin)
- 105’5 Spreeradio (Berlin)
- Antenne Bayern (16 %)
- Antenne Niedersachsen (50 %)
- Antenne Thüringen (15 %)
- Antenne Sylt, über Radio 21
- Best Rock FM (Lissabon) (33 %)
- Big FM (Baden-Württemberg)
- Eldoradio (Luxemburg) (74,8 %)
- Mint (Brüssel, 49 %)
- Cidade FM (Lissabon, 33 %)
- Fun Radio (Neuilly-sur-Seine)
- Hitradio RTL Sachsen (30,5 %)
- Sachsen Funkpaket
- Hamburg Zwei (Hamburg, 4,78 %)
- RTL (Neuilly-sur-Seine)
- RTL 2 (Neuilly-sur-Seine)
- RTL Radio Lëtzebuerg (Luxemburg)
- Radio 21 (Niedersachsen, 17,3 %)
- Radio Brocken (Sachsen-Anhalt, 53,5 %)
- Rádio Clube (Lissabon, 33 %)
- Rádio Comercial (Lissabon, 33 %)
- Radio Hamburg (29,17 % Anteil)
- Radio NRW (16,96 % Anteil)
- Radio Regenbogen (Baden-Württemberg)
- Radio Ton (Baden-Württemberg, 2 %)
- Rock Antenne über Antenne Bayern
- Rock Antenne Hamburg über Rock Antenne
- Toggo Radio

## Inhalte
Zur RTL Group gehören zahlreiche Produktionsfirmen (Fernsehproduktion und Rechtehandel) in Europa, Amerika und Australien. Dazu zählen unter anderem:
- RTL Studios (Köln)
- action concept (Köln)
- UFA Show & Factual (Köln/Berlin)
- UFA Serial Drama (Köln/Berlin)
- FremantleMedia (London)
- Alomo Productions (London)
- EVA Entertainment (London)
- Grundy Productions (Sydney)
- FremantleMedia GmbH (Hürth)
- UFA Film & TV Produktion (Potsdam)
- Plus Productions (Athen)

Dazu kommt noch die Nachrichtenplattform ENEX (Luxemburg, 76,4 Prozent).

## Sendeanlagen
Die Sendeanlagen im Langwellen-, Mittelwellen- und Ultrakurzwellenbereich werden von der Firma Broadcasting Center Europe betrieben.
- Langwellensender Beidweiler
- Langwellensender Junglinster
- Erdfunkstelle Junglinster
- Langwellensender Felsberg-Berus
- UKW- und Fernsehsender Düdelingen
- UKW- und Fernsehsender Hosingen